# Kim Wilson

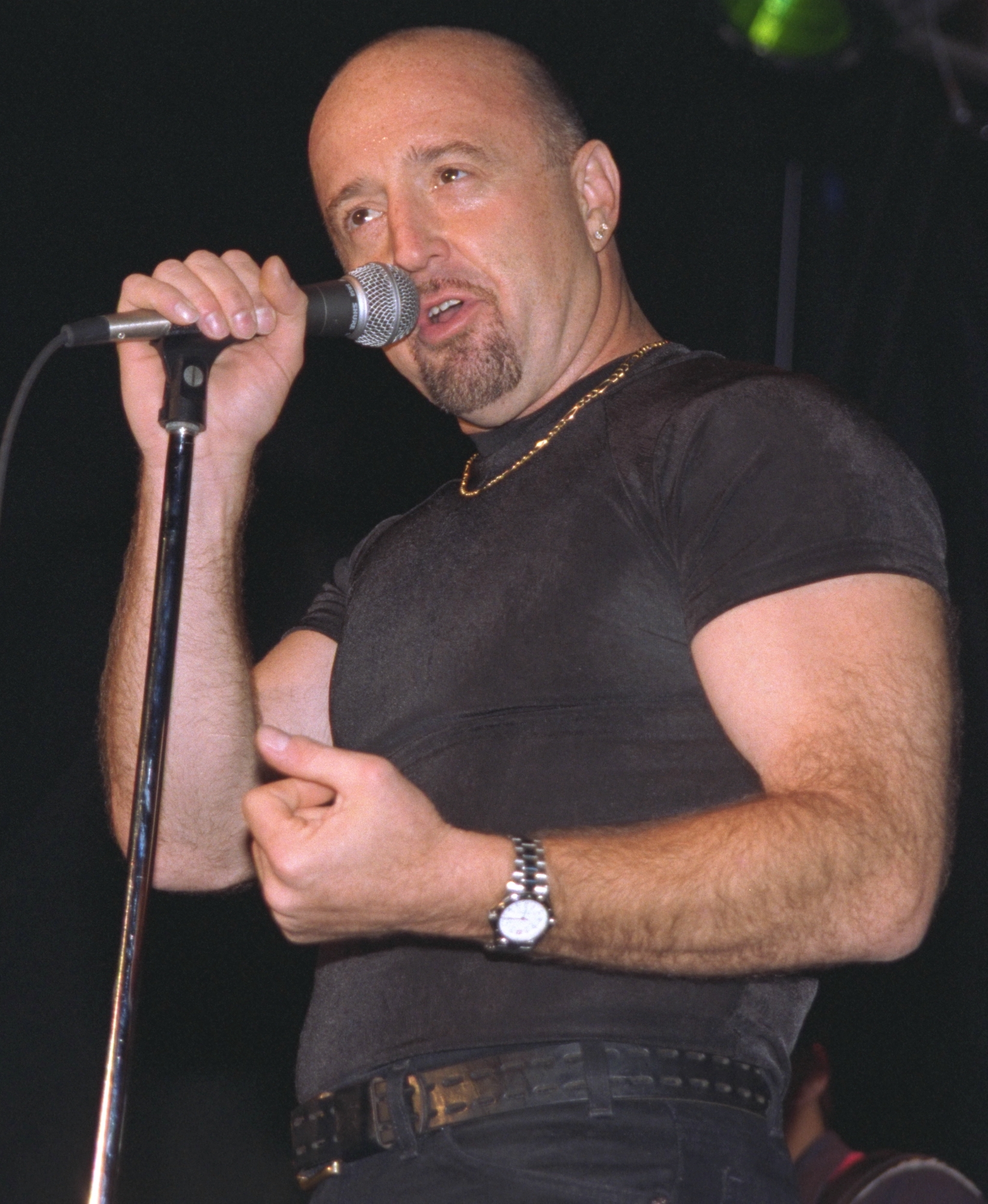
Kim Wilson (1996)

Kim Wilson (* 6. Januar 1951 in Detroit) ist ein US-amerikanischer Bluesrock-Sänger und -Mundharmonikaspieler, der vor allem als Mitglied der Fabulous Thunderbirds bekannt wurde.
Wilson wuchs als Sohn von zwei Radio-Pop-Sängern in Kalifornien auf. Schon als Kind bekam er Unterricht für Gitarre und Posaune. Erst als Senior auf der Oberschule begann er sich für Blues zu begeistern. Ab 1970 begann er professionell Blues zu spielen, das Mundharmonikaspielen brachten ihm verschiedene Blues-Musiker bei, mit denen er zu dieser Zeit spielte. Zu den Musikern, mit denen er in den 1970er Jahren zusammenarbeitete, zählen Eddie Taylor, Charlie Musselwhite, John Lee Hooker, Sonny Rhodes und schließlich Muddy Waters. Inzwischen war Wilson nach Austin gezogen, wo er Jimmie Vaughan kennenlernte, mit dem er 1977 die Fabulous Thunderbirds gründete.
Neben seiner Arbeit mit den T-Birds begann Wilson in den frühen 1990er Jahren auch Solo-Platten zu veröffentlichen. Sein Solo-Debüt Tigerman erschien 1993 und bot neben nur drei eigenen Kompositionen verschiedene alte Blues-Klassiker, unter anderem von Tampa Red, Roosevelt Sykes und Lonnie Johnson. Auch auf dem 1994er Nachfolge-Album That’s Life sind nur drei eigene Songs zu hören. Neben einigen Publikationen mit den Fabulous Thunderbirds und einigen weiteren Solo-Alben trat Wilson in den 1990er Jahren regelmäßig mit Bonnie Raitt auf. Sein Album Take Me Back erhielt 2021 eine Grammy-Nominierung in der Kategorie Bestes Traditional Blues Album.

## Diskografie (nur Solo)
- Tigerman (1993)
- That’s Life (1994)
- Will the Circle Be Unbroken (1997)
- My Blues (1997)
- Smokin’ Joint (2001)
- Lookin’ for Trouble (2003)

| Personendaten    | Personendaten                                               |
| ---------------- | ----------------------------------------------------------- |
| NAME             | Wilson, Kim                                                 |
| KURZBESCHREIBUNG | US-amerikanischer Bluesrocksänger und -mundharmonikaspieler |
| GEBURTSDATUM     | 6. Januar 1951                                              |
| GEBURTSORT       | Detroit, Michigan, Vereinigte Staaten                       |